# Meomicola amplectans
Meomicola amplectans is een eenoogkreeftjessoort uit de familie van de Synapticolidae. De wetenschappelijke naam van de soort is voor het eerst geldig gepubliceerd in 1963 door Stock, Humes & Gooding.